# Euhelopus
Euhelopus is een geslacht van uitgestorven plantenetende sauropode dinosauriërs, behorend tot de Titanosauriformes, dat 125 miljoen jaar geleden, tijdens het Vroeg-Krijt, leefde in het gebied van het huidige China. Euhelopus was een grote sauropode. Het dier werd elf meter lang en woog vermoedelijk drie à vier ton. In tegenstelling tot de meeste sauropoden had Euhelopus langere voorpoten dan achterpoten.

## Ontdekking en naamgeving
In 1913 groef de katholieke missionaris R. Mertens bij Ningjiagou in de prefectuur Mengyin in de provincie Shandong enkele wervels van sauropoden op. Mijningenieur Gustav Behaghel zond in 1916 drie daarvan naar Ding Wenjiang ('V.K. Ting'), hoofd van de National Geological Survey (Dizhi Diaochasuo). Dit waren aldus de eerste dinosauriërresten uit China die onderwerp werden van modern wetenschappelijk onderzoek. In november 1922 zond het instituut Tan Xichou ('Hsi Chou T'an'), Johan Gunnar Andersson en de student Otto Zdansky om de vindplaats te zoeken. Een andere missionaris, Alfred Kaschel, wist die nog te liggen. In maart 1923 groef Zdansky twee skeletten op, uit twee groeven die drie kilometer uit elkaar lagen.

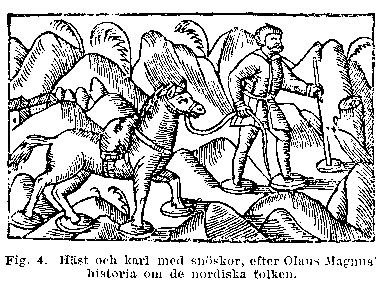
De moerasschoenen waar Euhelopus naar venoemd is

De Zweedse paleontoloog Carl Johan Josef Ernst Wiman gaf het dier in 1929 de naam Helopus, wat 'moerasvoet' betekent uit het Oudgrieks ἕλος, helos, 'moeras', en πούς, pous, 'voet'. De geslachtsnaam was zowel een verwijzing naar het feit dat de vondsten in een moeras waren gedaan, als naar het volgens Wiman lijken van de voeten op de moerasschoenen, truga, die Lappen dragen in de moerassige gronden van Noord-Zweden. Hij ging er ten onrechte van uit dat het dier een moerasbewoner was. Later bleek dat een vogel, de reuzenstern, al eens als Helopus caspius Wagler 1832 beschreven was, dus doopte Alfred Sherwood Romer Helopus in 1953 om tot Euhelopus, de 'Ware Moerasvoet'. Nog later bleek dat een grassoort al deze geslachtsnaam had, maar twee geslachten uit een verschillend rijk mogen dezelfde naam hebben. De typesoort blijft Helopus zdanskyi. De combinatio nova is Euhelopus zdanskyi. De soortaanduiding eert de Oostenrijkse paleontoloog Zdansky.
Wiman baseerde zijn beschrijving op twee syntypen. Specimen PMU R233 (later PMU 24705), is gevonden in een laag grijze zandsteen van de Mengyinformatie die dateert uit het Barremien-Aptien. De ouderdom is zeer onzeker en de volle duur van die etages moet worden meegenomen zodat de vindplaats ergens tussen de 130 en 112 miljoen jaar oud kan zijn. Wiman meende dat de vindplaats tot het Onder-Krijt behoorde maar later is een tijd gedacht dat dit het bovenste Jura moest zijn. Vondsten van Psittacosaurus bewezen uiteindelijk dat Wiman toch gelijk had. Het betreft een gedeeltelijk skelet bestaande uit vijfentwintig wervels van de voorste wervelkolom, namelijk de tweede halswervel tot en met de achtste ruggenwervel, een derde linkerrib, een linkerdijbeen en een schedel met onderkaken. Daarnaast zijn dertien losse tanden gevonden. Het komt overeen met wat Wiman 'Exemplaar a' noemde vermoedelijk omdat Zdansky het zo gelabeld had. Het is dit skelet waarvan Mertens wervels opgegraven had.
Het tweede door Zdansky opgegraven skelet, met inventarisnummer PMU 234 (later PMU 24706), is 'Exemplaar b' en bestaat uit een reeks ruggenwervels en sacrale wervels, twee rechterribben, een bekken en een rechterachterpoot. Het heeft ongeveer dezelfde grootte als 'Exemplaar a'. Zdansky had wegens tijdgebrek zijn opgravingen moeten afbreken. In de herfst van 1934 werden door Yang Zhongjian (C.C. Young) en Bian Meinian ('M.N. Bien') verdere opgravingen verricht in de groeve van 'Exemplaar a' en daarbij werden nog eens vier achterste ruggenwervels, delen van de linkerschoudergordel en een linkeropperarmbeen gevonden die vermoedelijk tot hetzelfde individu behoren. Deze zijn later wel aangeduid als 'specimen c'. Dit materiaal bleek in 2007 te zijn zoekgeraakt maar een beschrijving uit 1935 is nog voorhanden. De andere fossielen, geprepareerd door Nils Hjort, maken deel uit van de collectie van het Paleontologisch Museum van Uppsala alwaar ze sinds de jaren dertig in een staande skeletopstelling worden tentoongesteld.
In 1985 gaf Niall Mateer een moderne beschrijving van de schedel. In 2009 publiceerden Jeffrey Wilson en Paul Upchurch een moderne beschrijving van voornamelijk het postcraniaal skelet. Volgens hen was PMU 24705 het holotype; ze kozen geen lectotype. In 2010 gaf Andreas Christian enige overwegingen aangaande de nekstand. In 2013 publiceerde Stephen Poropat de resultaten van een CAT-scan van de schedel. In 2014 verscheen een studie van Seela Salakka naar het patroon van tandwisseling.

## Beschrijving

### Grootte en onderscheidende kenmerken
Euhelopus is een middelgrote sauropode. Zoals bij veel wat eerder ontdekte sauropoden is een gewichtsschatting traditioneel geworden die een stuk te hoog lag. De lengte werd op vijftien meter ingeschat en het gewicht op vijftien à twintig ton. In 2016 schatte Gregory S. Paul de lichaamslengte op elf meter, het gewicht op drieënhalve ton. In 2010 schatte Christian het gewicht op 3,8 ton. De lagere cijfers komen voort uit een onderkenning dat de romp nogal klein is en de staart kort; overigens gaf ook Wiman al een getekende reconstructie die een lengte van elf meter impliceerde.
De diagnose door Wiman is sterk verouderd. In 2009 werd een moderne opsomming van onderscheidende kenmerken gegeven. De tanden hellen naar voren; de emailrand is asymmetrisch, aan de voorrand oplopend, en er is een goed ontwikkelde kraag op de voorste binnenste kroon. De draaier heeft een uitholling achter het doornuitsteeksel met drie diepere pneumatische uithollingen erin. De derde halswervel heeft een doornuitsteeksel met een overdwars afgeplat naar voren gericht uitsteeksel. Alle halswervels achter de draaier hebben variabel ontwikkelde epipofysen maar ook een soort meer subtiel ontwikkelde 'pre-epipofysen' onder het niveau van de voorste gewrichtsuitsteeksels. Bij de wervelbogen van de halswervels loopt een richel tussen de epipofyse en het voorste gewrichtsuitsteeksel, twee pneumatische uithollingen scheidend. Bij de halswervels zijn de pleurocoelen gereduceerd tot foramina. De doornuitsteeksels van de halswervels zijn zowel in horizontale als verticale lengte gereduceerd. De voorste halswervels hebben drie sporen op de dubbele ribkoppen van hun nekribben. Bij de middelste halswervels hangen de nekribben tot beneden de onderrand van het wervellichaam af door verlengde parapofysen en onderste ribkoppen. De achterste zeven halswervels en alle dertien ruggenwervels hebben gevorkte doornuitsteeksels. Bij de laatste twee halswervels en de eerste vier ruggenwervels zijn de doornuitsteeksels zelfs 'drietanden' doordat de lengterichel in het midden hoger of even hoog is als de eigenlijke metapofysen, de gepaarde helften van de doornuitsteeksels. Bij de middelste en achterste ruggenwervels kruisen de richels naar de parapofyse en het zijuitsteeksel elkaar zodanig dat een 'K' gevormd wordt. Niet alleen alle wervels vóór het heiligbeen maar ook de darmbeenderen zijn gepneumatiseerd.

### Skelet

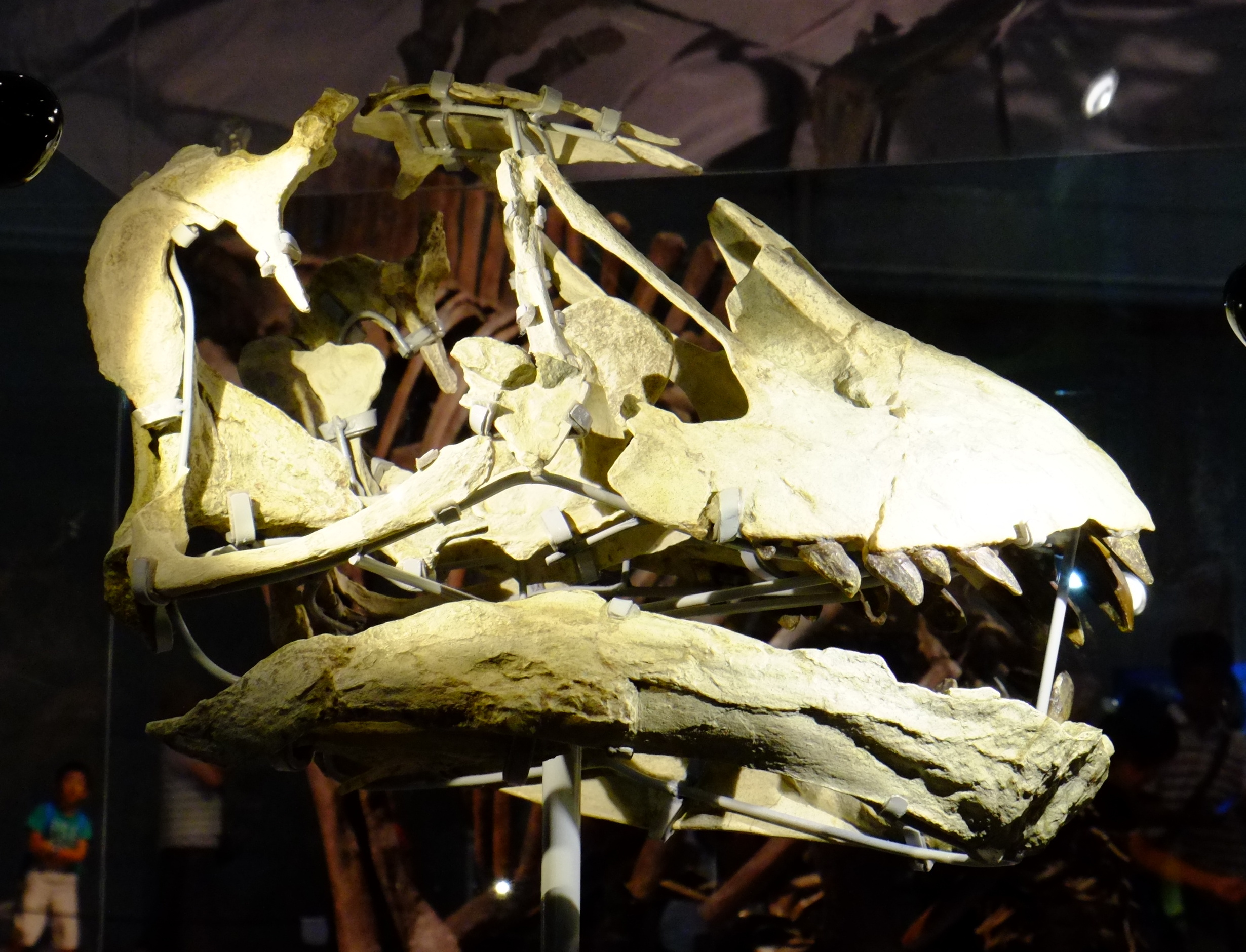
Een reconstructiemodel van de schedel

#### Schedel
De schedel van Euhelopus heeft voor een sauropode een wat afwijkende vorm. De schedel is gedrongen, zoals bij Brachiosaurus maar heeft geen sterke uitholling boven op de snuit. In zijaanzicht heeft de snuit zo een vrijwel rechte aflopende lijn, slechts iets in het midden ingekeept. De snuitpunt is aldus vrij spits. Zowel het voorste snuitbot en het bovenkaaksbeen zijn daarmee nogal hoog. Uit de CAT-scan bleek dat ze volgepakt zijn met vervangingstanden; per tandpositie zijn er wel vier aanwezig. De tanden staan opvallend schuin naar voren. Het is wel vermoed dat dit een gevolg was van een eruit glijden tijdens het proces van fossilisering maar de vooraan hogere rand van het tandglazuur, dat ophield bij het tandvlees, en een dikke rand daar net boven de tandwortel bewijzen dat ze echt schuin stonden. Overigens heeft ook de achterzijde zo'n kraag maar dan verder van het spits af. Naar de tanden is veel onderzoek verricht omdat ze inzicht kunnen verschaffen in de evolutie van de tandvorm bij de sauropoden. Ze hebben een basale vorm die lijkt op die van Camarasaurus: ze zijn 'lepelvormig' in de zin dat ze overdwars afgeplat zijn en middenin iets breder dan aan de hals. Door holle slijtvlakken voor en achter het spits is er een duidelijke punt die echter zelf ook iets is afgesleten. Aan de binnenkant is er een grote verticale richel in het midden. De snijranden hebben geen kartelingen. De tanden werden in een golf vervangen, om en om. Er staan vier tanden in de praemaxilla, tien in het bovenkaaksbeen en dertien in het dentarium van de onderkaak voor een totaal in de kop van vierenvijftig. Dat Euhelopus geen stiftvormige tanden heeft, is een aanwijzing dat die zich bij de Diplodocoidea en de Titanosauria apart hebben ontwikkeld.

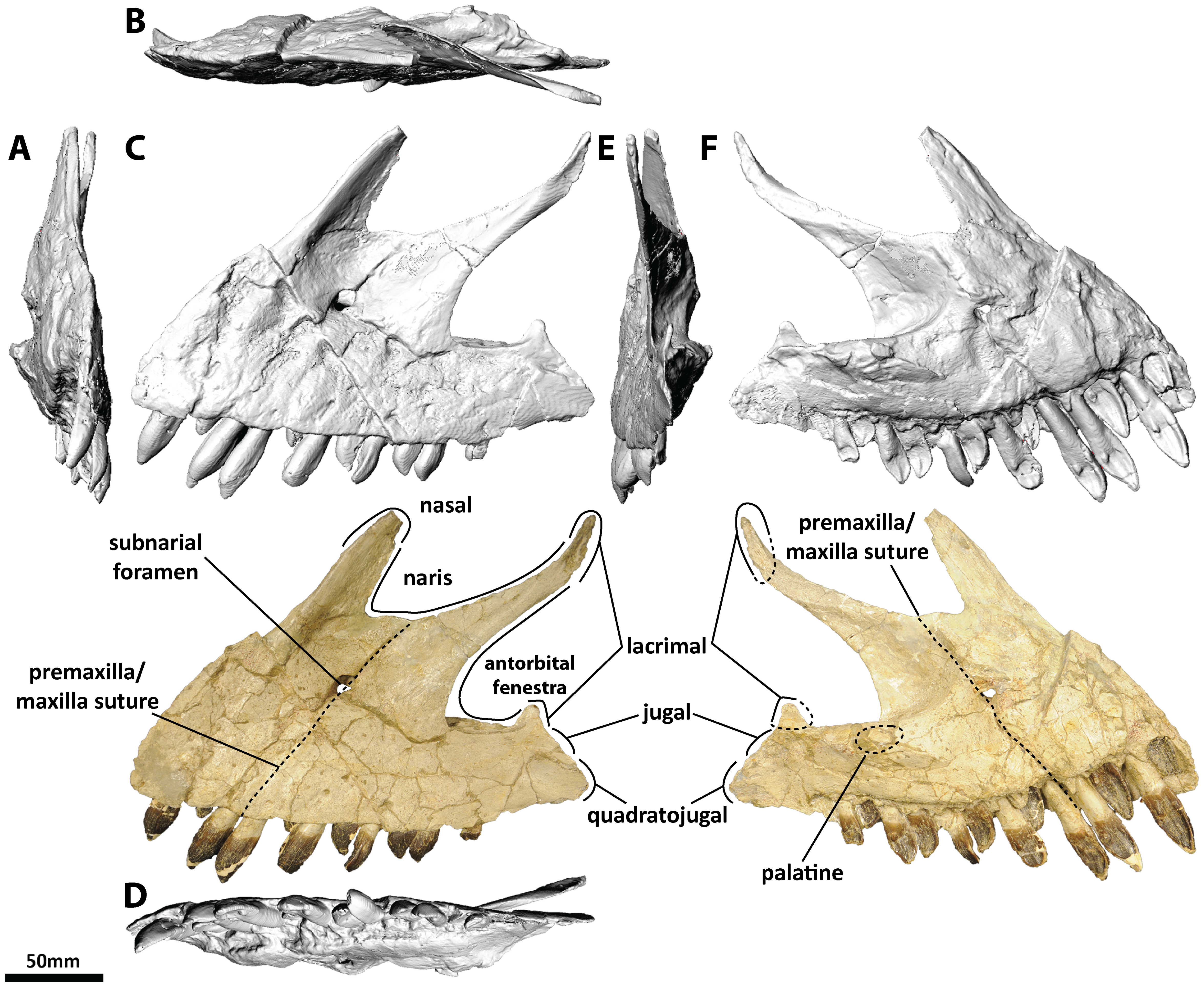
De linkersnuithelft

De praemaxilla en het bovenkaaksbeen strekken zich ver naar achteren uit. Achter bovenaan worden hun buitenzijden uitgehold door de fossa van het neusgat. Op dit punt raken de interne delen van de linker- en rechterelementen van deze kaakbeenderen elkaar niet maar blijven gescheiden door het beenschot dat van de tussenbalk van de neusbeenderen, de neusgaten scheidend, naar beneden afhangt. De neusgaten liggen hoog maar hoe hoog precies is onbekend omdat het bovendeel van de schedel ontbreekt. De verschillende schedelelementen werden los van elkaar gevonden en de reconstructies van Wiman, Mateer en Upchurch wijken daardoor iets van elkaar af. Zo concludeerden Wilson & Upchurch dat een door Mateer beschreven rechterprefrontale in feite een linkerneusbeen was. Tussen de opgaande en de achterste tak van het bovenkaaksbeen ligt een druppelvormige fenestra antorbitalis met de punt schuin naar achteren en boven gericht. Deze schedelopening heeft geen fossa, omringende uitholling. Onder de achterkant ervan ligt een kleine fenestra praeantorbitalis. Het jukbeen bereikt de fenestra antorbitalis vermoedelijk niet.

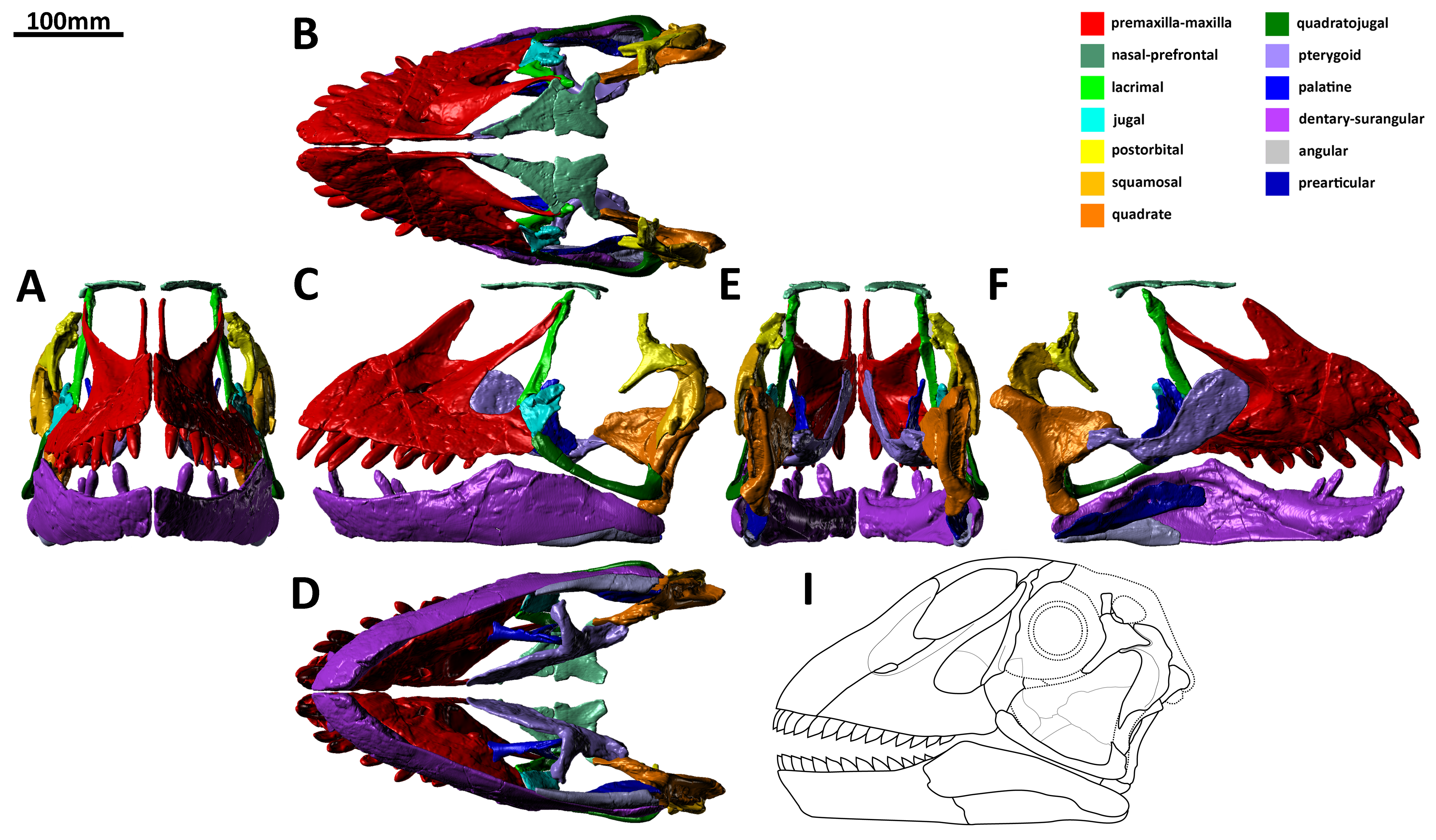
De CAT-scan leverde deze reconstructie op

De vorm van de oogkas in onduidelijk daar de meeste omringende botten ontbreken. Een uitzondering vormt achteraan het postorbitale. Het is driestralig. De achterste tak ligt vrij laag en het bovenste slaapvenster, waarvan het de onderste beenbalk vormt, was dus kennelijk in zijaanzicht zichtbaar, een typisch kenmerk van de Eusauropoda. De tak loopt naar achteren, via een groot en hoog raakvlak, over in het squamosum dat anders dan bij de Nemegtosauridae niet van het bovenste slaapvenster gedrongen wordt dat vrij groot en overdwars breed is. Het onderste slaapvenster steekt naar voren onder de oogkas maar anders dan Wiman reconstrueerde was het waarschijnlijk ook achteraan groot gezien de lange, als zodanig door Wiman niet onderkende, voorste tak van het quadratojugale, zodat het achterhoofd relatief verticaal liep. Wimans reconstructie van de schedel was hier geheel onjuist omdat hij het linkersquamosum voor het rechtersquamosum aanzag en ondersteboven geplaatst had. Het quadratum staat vrijwel verticaal met in de achterzijde een grote fossa die Wiman aanzag voor het foramen quadrati tussen quadratum en quadratojugale.
In het verhemelte heeft het pterygoïde een vreemde vorm, als een plaat in zijaanzicht naar voren in de oogkas stekend. Volgens Mateer was dit een authentiek uniek kenmerk maar Wilson & Upchurch meenden dat het om een vervorming van het fossiel moest gaan. Elementen die Wiman aanzag voor de ploegschaarbeenderen zijn vermoedelijk verhemeltebeenderen met een recht blad als bij Camarasaurus.

#### Onderkaken

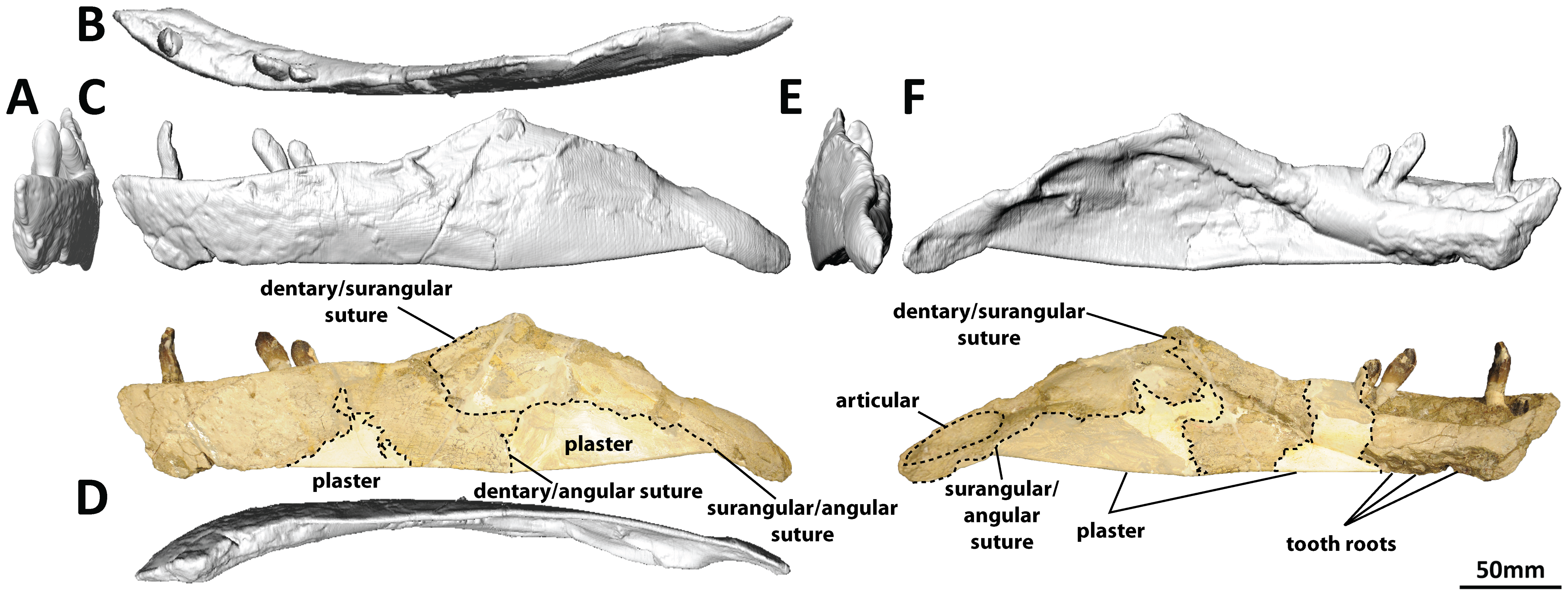
De linkeronderkaak

De onderkaak is tamelijk robuust. Ook hier staan de dertien tanden schuin naar voren. De voorste tanden zijn iets langer. Hun slankheidsindex, lengte gedeelte door breedte, ligt rond de 2,0 of minder. Hun buitenzijde is licht bol, hun binnenzijde licht hol, hoewel de holte vrijwel gevuld wordt door de middenrichel. Het dentarium is vooraan iets hoger maar een 'kin' ontbreekt. Vooraan vormen de dentaria samen een U-vorm in bovenaanzicht. Hoe hoog de onderkaak achteraan is, kan door beschadigingen aan het surangulare niet worden vastgesteld maar het dentarium loopt naar achteren omhoog naar een coronoïde uitsteeksel. Het angulare is een langwerpig plaatvormig bot met onderaan een overdwars naar binnen verdikte iets holle onderrand die een uitholling aan de binnenkant begrenst.

#### Postcrania

##### Wervelkolom
Wilson & Upchurch gingen, net als Wiman, uit van zeventien halswervels, dertien ruggenwervels en zes sacrale wervels. Al deze wervels zijn sterk gepneumatiseerd, doortrokken van luchtholten, in dit geval vrij grote luchtkamers, een typisch kenmerk van de Titanosauriformes. De lengte van de staart is onbekend maar die wordt meestal vrij kort gereconstrueerd op het model van Brachiosaurus.
De nek is relatief lang, ongeveer 373 centimeter. Dat wordt voornamelijk veroorzaakt door het aantal wervels, niet door een extreme rekking daarvan. Doordat de individuele wervels dus relatief kort zijn, moet de nek tamelijk soepel zijn geweest. Euhelopus wordt meestal beschouwd als de sauropode waarvoor het sterkste bewijs bestaat dat de nek een verticale stand kon aannemen of althans benaderen. Dat komt ook overeen met de lange voorpoten die bedoeld lijken te zijn geweest om de kop zo hoog mogelijk te kunnen brengen.
De draaier, de voorste halswervel die bewaard is gebleven, heeft een rudimentaire pleurocoel. Het doornuitsteeksel is hier een dunne hoge plaat. Plaatvormige richels lopen van de top daarvan naar de achterste gewrichtsuitsteeksels, een uitholling begrenzend die onderaan afgesloten wordt door een dwarsrichel. Aan de binnenzijden van de zijplaten liggen drie uithollingen gescheiden door lagere richels. De uithollingen worden naar voren toe dieper. Dit is een autapomorfie, uniek kenmerk, van Euhelopus.

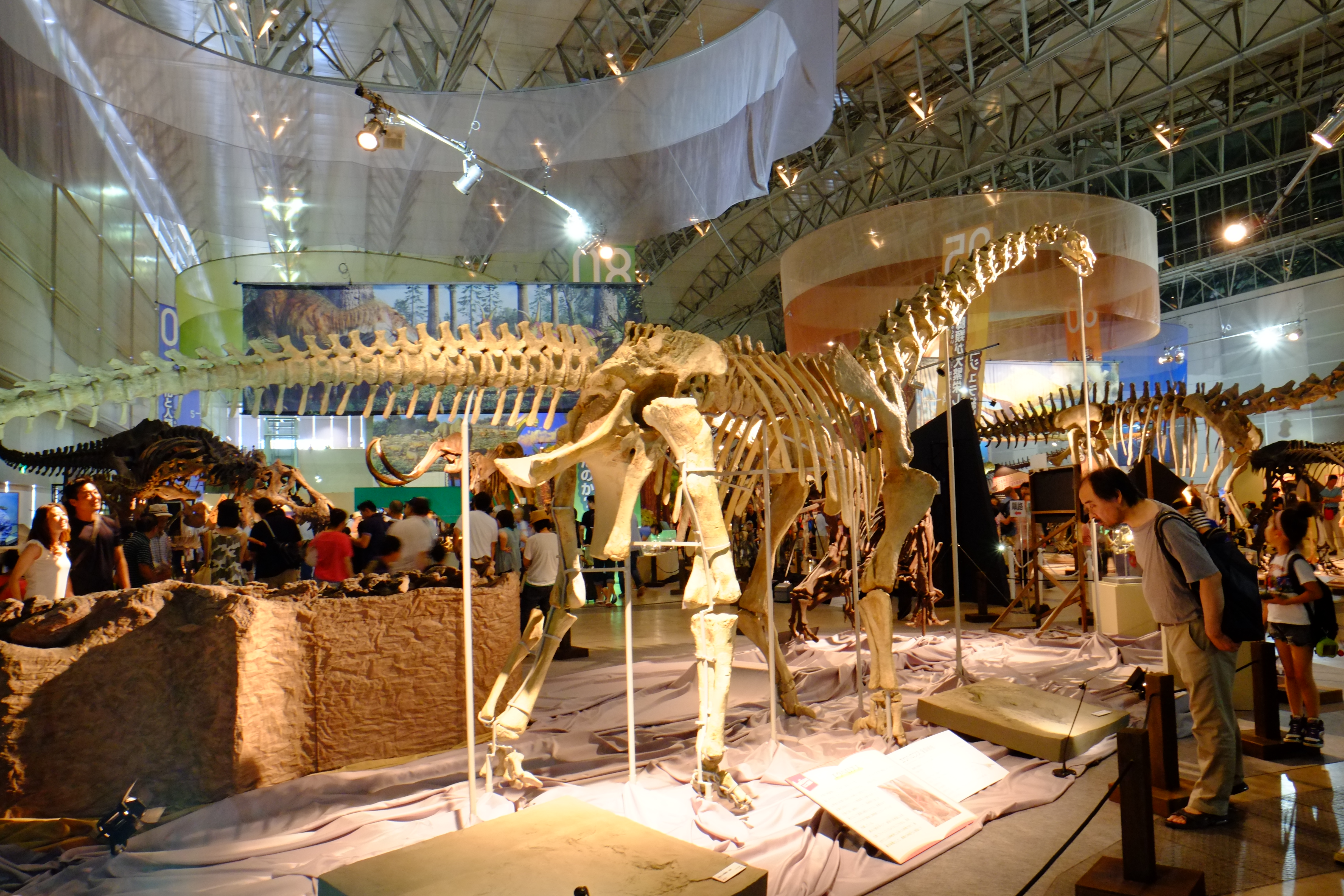
Een skeletmodel

De verdere halswervels zijn sterk opisthocoel, met een bolle voorkant en holle achterkant. De voorste bolling heeft de punt vrij hoog liggen. Hun voorste facetten van het wervellichaam zijn hoger dan breed, een voor sauropoden zeldzame toestand die in 1998 Upchurchs analyse vertekende zodat een nauwe verwantschap aangenomen werd met Omeisaurus, Mamenchisaurus en Shunosaurus; ook Erketu heeft deze eigenschap. De voorste halswervels zijn het langst. De halswervels hebben een trog op de onderkant, zonder duidelijke kiel. Al deze wervels hebben pleurocoelen, verdeeld door een schuine richel; deze laatste ontbreekt echter bij de zeventiende wervel. De voorste gewrichtsuitsteeksels steken flink naar voren uit maar slechts weinig naar bezijden. Ze zijn dus niet speciaal aangepast aan een zijdelingse beweging van de nek. Ze worden ondersteund door plaatvormige, niet gevorkte, richels van het wervellichaam af. Deze richels hebben een kort uitsteeksel naar voren toe, een wel in de diagnose genoemd maar niet uniek kenmerk waarvoor de nieuwe term 'pre-epipofyse' bedacht werd omdat ze wat lijken op de uitstulpingen aan de bases van de achterste gewrichtsuitsteeksels, waar ze verder weinig mee van doen hebben. De voorste gewrichtsuitsteeksels zijn door een tussenrichel verbonden, zonder een verticale middenrichel. Zo een richel ontbreekt ook tussen de achterste gewrichtsuitsteeksels. Het patroon van richels op de zijkant van de wervelboog is tamelijk basaal en dus goed ontwikkeld, niet van het gereduceerde titanosaurische type. De platen van de bases van de achterste gewrichtsuitsteeksels lopen samen met de platen van hun, naar achteren in de reeks in lengte toenemende, epipofysen en lopen gezamenlijk naar achter richting de voorste gewrichtsuitsteeksels. Die gezamenlijke plaat kreeg de nieuwe naam epipophyseal-prezygapophyseal lamina ofwel EPRL en werd gezien als een autapomorfie, hoewel zo'n structuur ook voorkomt bij Camarasaurus, Nigersaurus en Zapalasaurus en zelfs Theropoda. De holten aan de zijkanten van de bases van de doornuitsteeksels worden door de EPRLs horizontaal in tweeën verdeeld. De doornuitsteeksels zijn vrij laag. Van hun top af lopen richels aan de zijkanten van het achtervlak naar de achterste gewrichtsuitsteeksels. Zo ontstaat daar een uitholling. Naar achteren in de reeks worden de doornuitsteeksels overdwars steeds breder. Bij de elfde wervel is er een kleine inkeping en daarna wordt die steeds dieper zodat de doornuitsteeksels gevorkt raken. Dit is wel gezien als de positie van een diepe lengtepees over de nek. Van de vijftiende wervel af vormt zich een middelste verticaal vingervormig uitsteeksel dat uiteindelijk even lang wordt als de vorktanden, de metapofysen, zodat een soort 'drietand' ontstaat net als bij Hudiesaurus. Tegelijkertijd beginnen de uithollingen op het voorvlak en het achtervlak elkaar te naderen zodat slechts een dunne scheidingswand overdwars overblijft. Die heeft voorop een ruwe middenrichel wat duidt op de aanhechting van kapsels.
De nekribben zijn sterk gepneumatiseerd, met grote luchtkamers. De schacht van de nekrib loopt evenwijdig aan de wervel. Dat wordt mogelijk gemaakt doordat het krachtig ontwikkelde stuk tussen de ribkoppen daar vrijwel haaks op staat en sterk afhangende verlengd is. Het ligt bij de meeste wervels in het directe verlengde van de grote richel tussen het achterste gewrichtsuitsteeksel en het zijuitsteeksel dat een laag facet draagt, de diapofyse, voor de bovenste ribkop. Het heeft een zigzagprofiel door een naar achteren gerichte spoor direct onder de diapofyse en een juist naar voren gericht spoor op de voorrand van het tuberculum. De ribschacht is bovenop trogvormig uitgehold, zowel bij het voorste als achterste uitsteeksel. De achterste schachten zijn dun en lang. Die van de voorste wervels overlappen de volgende wervel en zijn aan de punt verticaal afgeplat. Die van de achterste halswervels zijn spitser en langer, tot twee opvolgende wervels overlappend.
De ruggenwervels zijn opisthocoel, een afgeleid kenmerk dat misschien slechts diende om de rug beter te ondersteunen maar ook gezien is als een teken van een grotere buigzaamheid van de romp. Ze zijn gepneumatiseerd en hebben grote onverdeelde pleurocoelen. Bij de vier voorste ruggenwervels is de bovenrand van de pleurocoel scherp afgetekend. De doornuitsteeksels van de voorste ruggenwervels zijn laag maar de drietandvorm blijft. Van de derde wervel af is er geen verdelende EPRL meer maar alleen de verticale richel tussen het achterste gewrichtsuitsteeksel en het zijuitsteeksel. De achterste ruggenwervels zijn smaller en hebben geen scherpe bovenrand van de pleurocoel. Ze hebben in rechterzijaanzicht een opvallend K-patroon op de wervelboog. De verticale richel op de achterste onderzijde van het zijuitsteeksel wordt namelijk onderaan geraakt door de schuin naar beneden en achteren lopende richel tussen de parapofyse en het wervellichaam, de 'PCPL'. Uit het midden van die laatste richel ontspruit weer een schuin naar voren en beneden lopende kleinere richel. Volgens Wilson en Upchurch gaat het hier om de normale voorste richel op de onderzijde van het zijuitsteeksel waarvan het deel boven de PCPL zou zijn weggevallen. Naar achteren toe in de reeks worden de doornuitsteeksels langer. De gevonden linkerrib heeft een pneumatische opening op het tuberculum.
Het heiligbeen telt zes sacrale wervels als we het criterium toepassen dat de sacrale ribben de darmbeenderen raken en dus de achterpoten met de wervelkolom verbinden. Het aantal van zes in plaats van vijf is een afgeleid kenmerk. Het is wel verondersteld dat een laatste ruggenwervel werd 'ingevangen' door een oud Exemplaar A maar Wilson & Upchurch wezen erop dat Exemplaar B, dat gezien de mindere vergroeiing niet zo oud kan zijn geweest, het kenmerk ook toont. In ieder geval de eerste en tweede sacrale wervel zijn vol gepneumatiseerd met grote luchtkamers. Bij de laatste zesde wervel is te zien dat de pneumatisering niet volledig is.

##### Ledematen
De schoudergordel en voorste ledematen zijn alleen bekend van 'Exemplaar c' en er is dus alleen de beschrijving van Yang uit 1935 van over. Het schouderblad is een fors en langwerpig element, wat wellicht samenhangt met een naar voren oplopende rug. Volgens Paul ondersteunen de krachtig ontwikkelde zijuitsteeksels van de voorste ruggenwervels daartoe de hoge schoudergordel. Het eigenlijke blad is ingesnoerd en overdwars opvallend plat. De processus acromialis, het uitsteeksel op de voorrand, ligt hoog. Aan de onderkant van het schouderblad bevindt zich een verruwing, wellicht voor de aanhechting van de Musculus triceps longus lateralis. Het ravenbeksbeen is tamelijk laag.
Ook het opperarmbeen is langwerpig. De lengte bedraagt eenennegentig centimeter. Het midden van de schacht is sterk ingesnoerd. Daar is de doorsnede 175 millimeter terwijl die bovenaan 363 millimeter en onderaan 225 millimeter bedraagt. Aangezien de onderarm onbekend is, kan alleen op het opperarmbeen worden afgegaan voor een bepaling van de totale voorpootlengte. Uitgaande van de metingen van Wiman, heeft het opperarmbeen negenennegentig procent van de dijbeenlengte. Dat duidt op een relatief lange voorpoot. In overeenstemming daarmee wordt Euhelopus meestal gereconstrueerd met een oplopende romp. Wilson & Upchurch wezen er echter op dat Wiman een minimumschatting gaf van het dijbeen en dat het dus mogelijk is dat de voorpoot in feite relatief korter is ten opzichte van de achterpoot.
In het bekken is het darmbeen halfcirkelvomrmig. Het voorblad maakt een zijwaartse hoek van vijfenveertig graden met het achterblad en buigt dus niet zo extreem naar buiten als bij de Titanosauria. Kennelijk was dus ook de romp niet zo breed. Opvallend is dat het darmbeen gepneumatiseerd is met luchtholten die zelfs groter zijn dan die van de wervels. Dit is een kenmerk dat verder alleen van afgeleide titanosauriërs bekend is. Het aanhangsel voor het schaambeen is even lang als het blad hoog is, en tweemaal overdwars breder dan in zijaanzicht. Het schaambeen is bovenaan overeenkomstig overdwars breder. Het zitbeen is korter dan het schaambeen, net als bij titanosauriërs. Beide zitbeenderen ontmoeten elkaar op een nauwe rand. De schachten staan bijna horizontaal in zijaanzicht. Op de bovenste buitenste zijkant van het zitbeen bevindt zich een kleine bult, net als bij Giraffatitan.
Het dijbeen is minstens een kleine meter lang. Het bovenste derde deel van de dijbeenschacht buigt scherp naar binnen. Dit is een typisch kenmerk van de Titanosauriformes en kan erop duiden dat de achterpoten vrij ver uit elkaar stonden in een 'breedspoor'. Het dijbeen is zestig procent overdwars breder dan in zijaanzicht wat minder excentrisch is dan bij sommige titanosauriërs die ruim vijfentachtig procent halen. De onderste gewrichtsknobbels zijn vier graden van binnen naar onderen afgeschuind zoals bij Gobititan en Apatosaurus. Het onderbeen heeft achtenzestig procent van de lengte van het bovenbeen. De beide lange botten van het onderbeen, het scheenbeen en het kuitbeen, zijn verbonden op een wijze die typisch is voor de titanosauriformen. De bovenste voorste kam van het scheenbeen, de crista cnemialis, wikkelt zich om de voorrand van het kuitbeen die past in een inkeping in de achterzijde van de cnemiale kam.
Het sprongbeen is even breed als het scheenbeen waar het aan vast zit, een basaal kenmerk: bij Aziatische titanosauriformen bereikt het typisch de binnenrand niet. Het is een driehoekig element met een slanke taps toelopende naar binnen gerichte punt. Wiman beschreef een derde voetklauw; volgens Wilson en Upchurch gaat het echter om het hielbeen. In dat geval is dat verticaal afgeplat, rond in profiel, met een vlakke bovenzijde en onderzijde, met ruwe zijkanten en vooraan toegeknepen. De buitenrand is het dikst. Het bovenvlak heeft de eigenaardigheid dat het van voor naar achteren plat is en overdwars bol in plaats van licht hol zoals gebruikelijk.
De voet lag bij het fossiel helemaal uit elkaar en Wiman zette vrij willekeurig de elementen weer ineen. Zo plaatste hij het eerste middenvoetsbeen ondersteboven. Bij hun bezoek aan Uppsala corrigeerden Wilson en Upchurch dat meteen. Het ondervlak ervan heeft een vrij scherpe onderste binnenhoek. De buitenste zijkant ervan heeft een opvallende structuur in die zin dat van de normale driehoekige uitholling de punt richting teen uitloopt in een uitsteeksel gevolgd door een cirkelvormige uitholling nabij de buitenste gewrichtsknobbel. Wiman had het derde en vierde middenvoetsbeen verwisseld. Drie aangetroffen teenkootjes zijn vermoedelijk de eerste elementen van de tweede, derde en vierde teen. Wiman meende ook drie voetklauwen geïdentificeerd te hebben. Volgens Wilson & Upchurch echter is de vermeende eerste klauw vermoedelijk helemaal geen teenkootje. De tweede klauw zou in feite de eerste zijn en schuin naar voren en bezijden uitsteken. De 'derde klauw' zou in feite het hielbeen zijn.

## Fylogenie

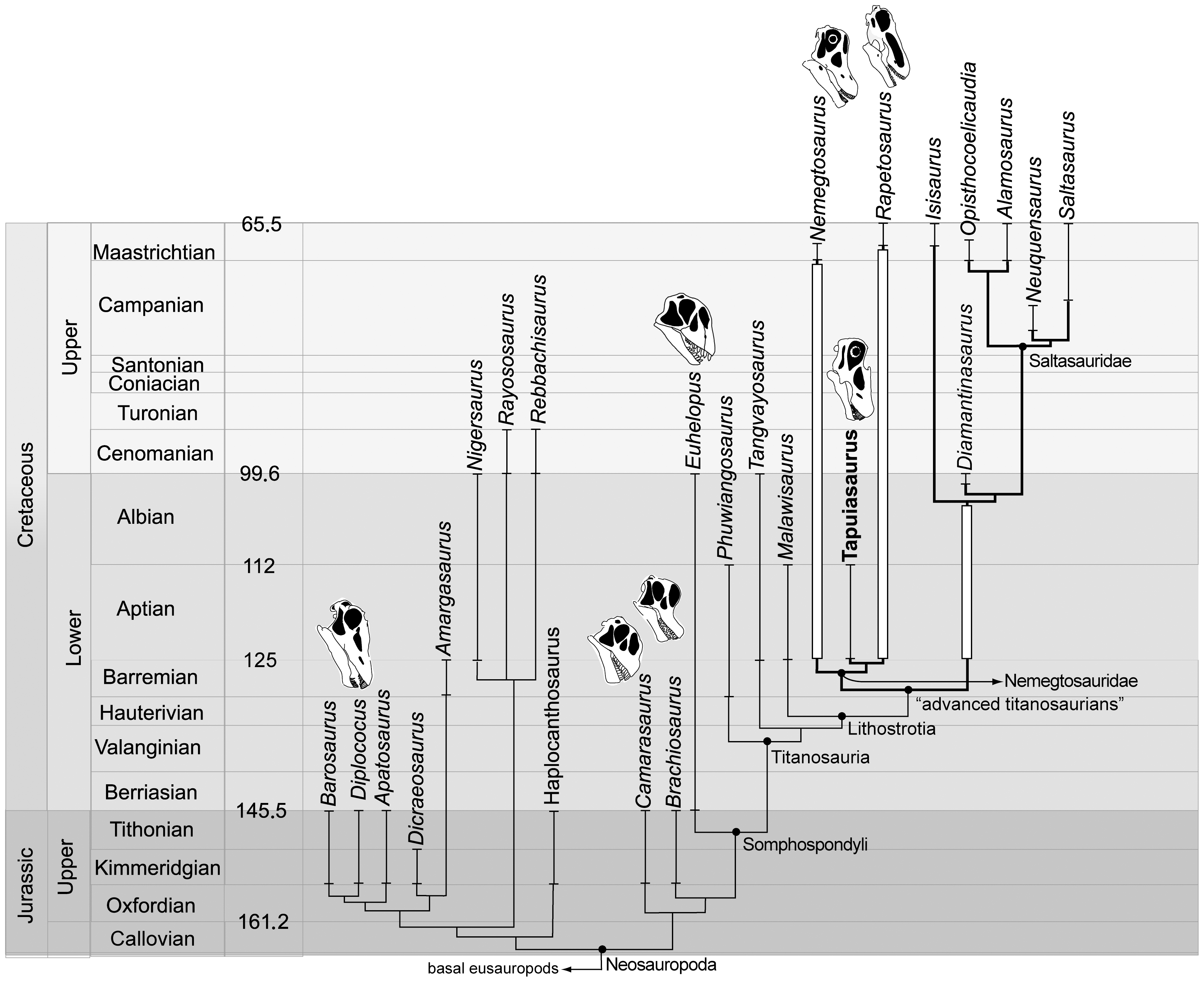
Dit cladogram geeft een mogelijke positie van Euhelopus weer binnen de Neosauropoda

Wiman plaatste Helopus in een eigen Helopodidae. De bewering in Wislon & Upchurch (2009) dat Wiman het dier binnen de Cardiodontidae in een eigen Helopodinae gezet zou hebben is incorrect. Wiman was onzeker over de positie in de Sauropoda en benoemde daarom een aparte groep. Yang had het in 1937 over Helopodinae binnen de Morosauridae. Romer maakte van de Helopodidae in 1953 de Euhelopodinae. Deze zag hij, in navolging van een publicatie van Yang uit 1939, als deel van de Brachiosauridae. John Stanton McIntosh plaatste Euhelopus in 1990 in de Camarasauridae.

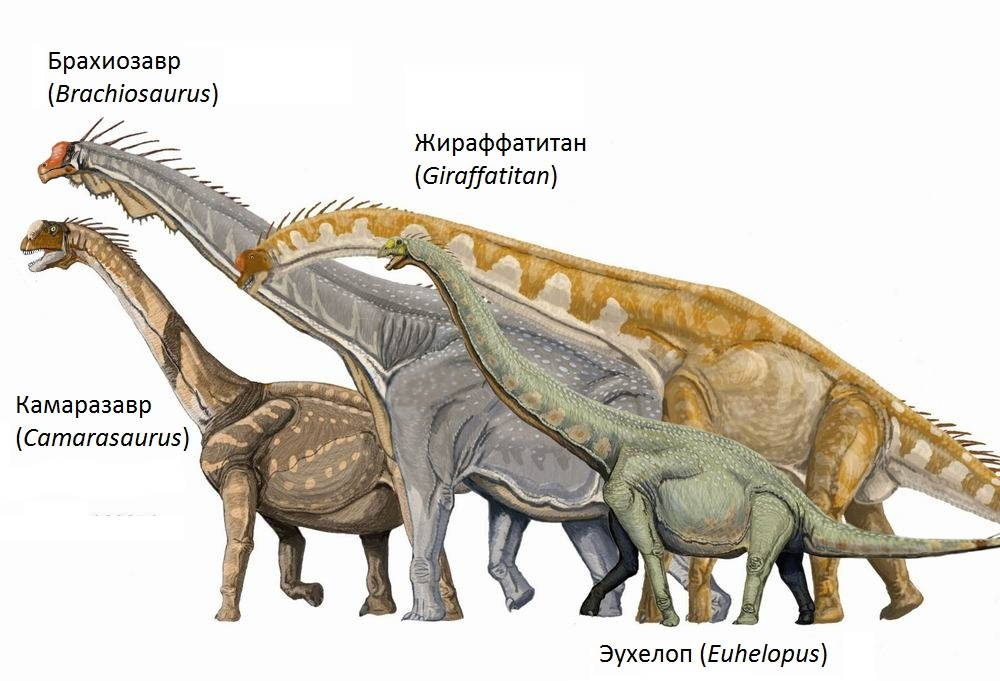
Euhelopus met een aantal verwanten uit de Macronaria

Later in de jaren negentig werd het mogelijk om de positie in de evolutionaire stamboom exact te berekenen door middel van de methode van de cladistiek. In 1995 en 1998 publiceerde Upchurch analyses waarin Euhelopus een Euhelopodidae vormde met andere Aziatische vormen als Shunosaurus, Omeisaurus en Mamenchisaurus. Dat paste niet alleen goed bij de herkomst maar ook bij de toen aangenomen ouderdom van het late Jura. De herbeschrijving uit 2009 zette dit op losse schroeven. Al in 1998 hadden Wilson en Paul Sereno een positie in de Somphospondyli gevonden en dat werd bevestigd door de nieuwe gegevens die in ieder geval leken aan te tonen dat Euhelopus een lid was van de Titanosauriformes. Nog latere analyses maken echter ook dat weer onzeker en suggereren een meer basale positie, basaal in de Camarasauromorpha.

## Levenswijze
Wiman besteedde veel aandacht aan de levenswijze van Euhelopus. Hoewel de voet van het dier niet breder was dan die van andere sauropoden, werd Wiman getroffen door de afplatting ervan, een logische aanpassing voor een stabiele gang van een zeer zwaar dier met zuilvormige poten. Die afplatting bracht hij in verband met de toen gangbare hypothese dat sauropoden op de bodem van meren of kustwateren liepen en hun lange nek als snorkel gebruikten. Dit zou de hoge plaatsing van de neusgaten verklaren. De vergelijking met sneeuwschoenen zette hij kracht bij door de tekst te illustreren met verschillende foto's van Zweedse exemplaren, gebruikt door paarden en boerinnen. Wiman moest toegeven dat de hypothese omstreden was. Zelf begreep hij al dat de traditionele opvatting dat onder water zachte en sappige planten gezocht werden, onwaarschijnlijk was omdat die maar weinig voedingswaarde hebben. De tanden waren in staat taai voedsel af te bijten.

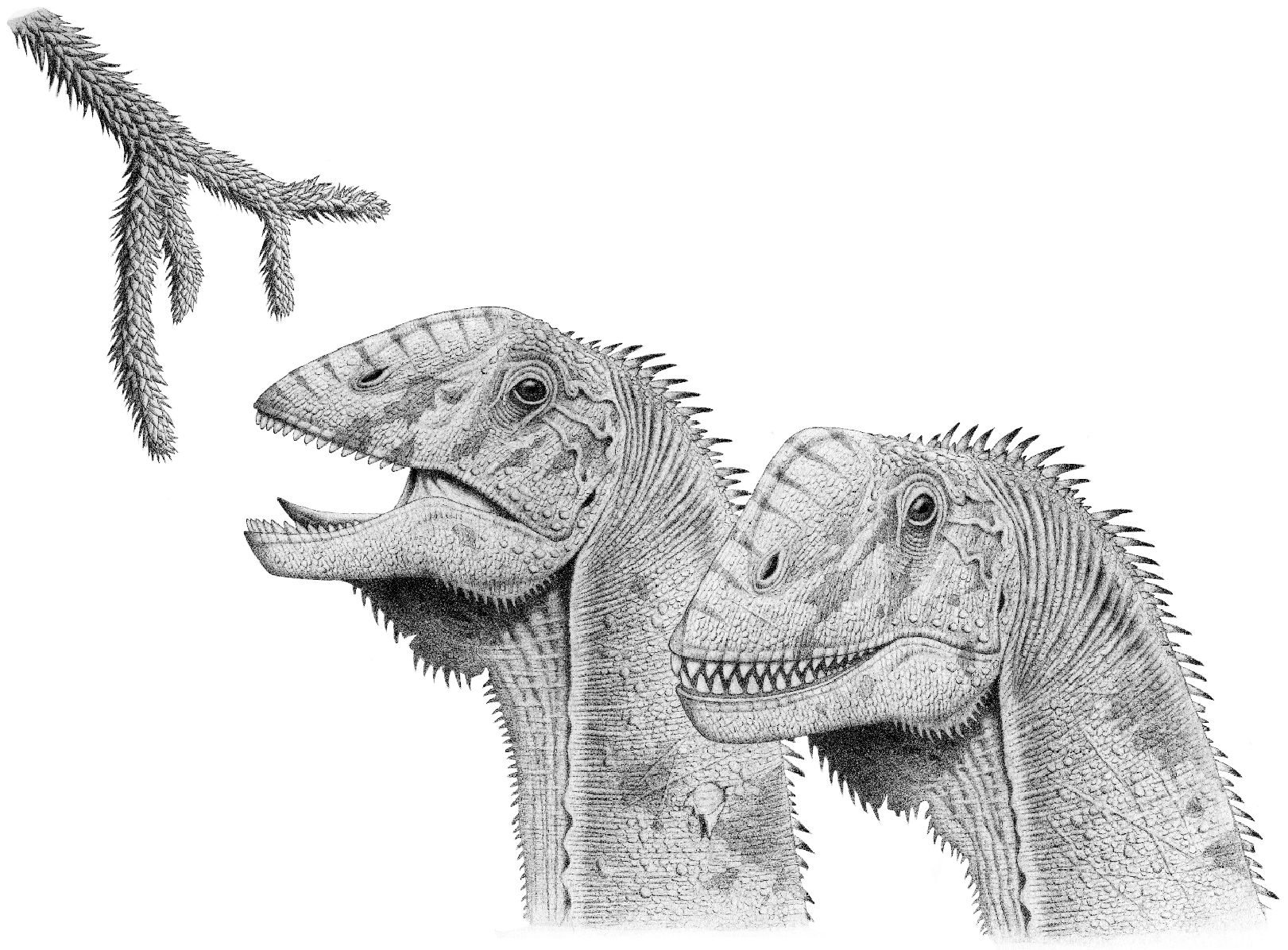
Euhelopus zocht zijn eten vermoedelijk hoog in de bomen

Tegenwoordig is het denkbeeld dat sauropoden waterbewoners waren geheel in diskrediet geraakt. Men ziet ze nu als typische landbewoners. Sommige sauropoden hebben kenmerken die een aanpassing lijken aan het eten van bodemplanten, zoals een afhangende kop, naar voren aflopende rug en een nekbasis met een geringe opwaartse beweeglijkheid. Het is wel gesteld dat alle sauropoden hun nek horizontaal hielden om een te hoge bloeddruk te voorkomen en dat dit zelfs niet anders kon door de geringe onderlinge beweeglijkheid van de halswervels. Volgens Christian is Euhelopus echter een van de beste voorbeelden van een soort die het voedsel eerder hogerop zocht. De voorpoten zijn wellicht relatief zeer lang ten opzichte van de achterpoten, een aanpassing die bedoeld lijkt om de nekbasis zo hoog mogelijk te brengen. De structuur van de nek past het beste bij een schuin geheven hoek. Christian berekende het gewicht van nek en kop op 210 kilogram. De nek schatte hij op een lengte van 4,6 meter. De druk op de halswervels zou het gelijkmatigst zijn geweest bij een stand tussen de veertig en vijftig graden, waarbij de nek tamelijk recht gehouden werd zoals bij een giraffe. Een hoge bloeddruk zou meer energie gekost hebben maar Christian berekende dat het voordeliger was vijf minuten de nek te heffen dan om meer dan ongeveer vijftien meter te lopen. Als plukjes bodemvegetatie die in vijf minuten opgegeten konden worden, gemiddeld meer dan vijftien meter uit elkaar lagen, was het dus efficiënter om hogere voedingslagen op te zoeken. Christian wees er ook op dat in tijden van voedselschaarste het vermogen de nek te heffen het verschil kon betekenen tussen eten en hongeren.
Een hoge nekstand lijkt ook te volgen uit het dieet van Euhelopus. De korte kop, hoge onderkaken en brede lepelvormige tanden lijken bij uitstek geschikt om zaadkegels van naaldbomen of zaadvarens af te bijten. Dit werd bevestigd door de studie uit 2013 van Poropat die concludeerde dat Euhelopus hoge stevige vegetatie at en daarmee een verschillende niche bezette dan Diplodocoidea en Titanosauria met stiftvormige tanden. Salakka bevestigde dit maar wees erop dat de beet van Euhelopus minder krachtig moet zijn geweest dan die van Camarasaurus en ook dat zijn absolute voedingsbereik beperkt moet zijn geweest gezien de geringe lichaamsomvang. De kaken zouden een eenvoudige verticale beweging hebben uitgevoerd en er zou slechts een gering vermogen tot kauwen aanwezig zijn geweest. Wel waren de tanden niet alleen in staat om af te bijten maar ook tot het ietwat vermorzelen van het voedsel.